# برزوویتسا (ترستنیک)
برزوویتسا (به صربی: Brezovica) یک روستا در صربستان است که در Trstenik واقع شده‌است. برزوویتسا ۶۳۶ نفر جمعیت دارد.